# Auguste Rousset
Pour les articles homonymes, voir Rousset.
Auguste Rousset, né le 27 octobre 1905 à Lunel et mort à La Teste-de-Buch le 11 octobre 1997, est un physicien français, ancien membre correspondant à l'Académie des sciences depuis 1er juillet 1957.

## Biographie

### Jeunesse, études et famille
Il a passé sa jeunesse à Sommières (Gard).
Après ses études secondaires à Lunel il est admis à l'École  normale supérieure où il  obtient une licence  ès  sciences  physiques en 1926
Il est agrégé de physique en 1928
Il a eu trois enfants André, polytechnicien, Marguerite, professeur  de  mathématiques et Yvan, professeur de physique à l'université de Reims.
Deux de ses petites-filles ont embrassé une carrière scientifique, Isabelle Martinez fille de Marguerite, est professeure agrégée  de  mathématiques et Sylvie Rousset, fille d'Yvan, est directrice de recherches au CNRS en physique de la matière condensée, à Paris.

### Carrière
Assistant à la faculté des sciences de Montpellier (1929)
Docteur ès science (Paris, 1935)
Professeur de  physique  générale  à  la  faculté  des  sciences de l'Université de Bordeaux (1937), où il succède à Alfred Kastler.
Créateur du laboratoire  d’Optique Moléculaire (1945).

### Travaux universitaires
Il a consacré ses travaux de recherche en optique : diffusion moléculaire de la lumière, effet Raman, luminescence

### Distinctions honorifiques
- 1942 : Prix Marquet de l’Académie des sciences
- 1945 : Prix et Médaille Ancel de la Société Française de Physique
- 1948 : Prix de la Charlonie de l’Académie des sciences (partagé avec Alfred Kastler).
- 1957 : Élu membre correspondant à l’Académie des sciences (section physique)
- 1959 : Chevalier de la Légion d’honneur
- 1971 : Officier de l’Ordre national du Mérite